# 亚当·斯特凡·萨皮耶哈

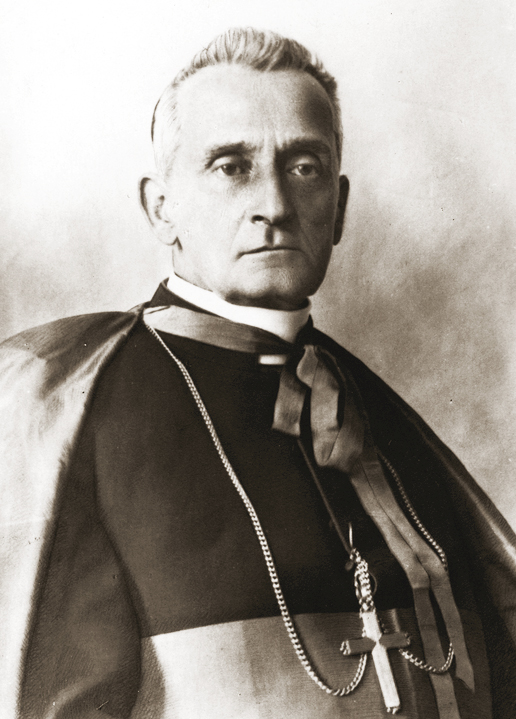
亚当·斯特凡·萨皮耶哈

亚当·斯特凡·萨皮耶哈（1867年5月14日—1951年7月23日）是一位波兰天主教教士，曾在1911-1951年间担任克拉科夫大主教。他出身于波兰贵族世家萨皮耶哈家族，他在1922-1923年间担任波兰第二共和国议员。1946年，教宗庇護十二世授予萨皮耶哈樞機一职。凯尔采反犹骚乱过后，他對猶太人非常厭惡，而且有了一定的反犹太主义傾向，他说騷亂是犹太人自找的，而且他還抱怨政府里的犹太人人數有點多。 1950年，他写信给当时的波兰总统博莱斯瓦夫·贝鲁特，抗议贝鲁特镇压教会。